# Skovløber
En skovløber er en arbejdsformand under et skovdistrikt, som udfører opsyn, inspektion og forefaldende opgaver i skoven. En skovløber refererer normalt til en skovfoged.